# Masada (minissérie)
Massada (no original em inglês: Masada) é uma Minissérie americana baseada em The Antagonists, por Ernest K. Gann. Lançada originalmente em 5 de abril de 1981, a história apresenta uma versão ficcional do cerco histórico à Massada, em Israel, por legiões do Império Romano em 73 d.C.

## Sinopse
Desde sua incorporação ao Império Romano, a Judeia sempre foi uma província inquieta, onde o ardor religioso alimentava um ódio mortal contra o dominador estrangeiro, expresso em atos de rebeldia, geralmente reprimidos com extremo rigor pelos governadores romanos.
No ano 66, os Zelotes lideraram uma formidável revolta que se alastrou da Galileia à Idumeia, mobilizando as diversas e conflitantes facções judaicas (exceto os cristãos). Roma só conseguiu sufocar a rebelião deslocando para a Judeia tropas de elite, comandadas por Vespasiano e, depois, por seu filho, Tito. Após anos de luta renhida, na qual milhares de judeus foram mortos e um de seus líderes, Yossef Ben Matatiahu (Flavius Josephus), bandeou-se para o inimigo, Jerusalém foi tomada e seu Templo destruído.
O derradeiro foco da resistência judaica localizou-se em Massada, uma fortaleza localizada no topo de um penhasco rochoso isolado, na extremidade ocidental do deserto de Judeia, onde cerca de 800 zelotas travaram a última batalha contra cerca de 5.000 romanos.
A história do cerco e tomada de Massada é contada nesse filme de Boris Sagal, condensado de uma produção original para a TV, baseada no romance "The Antagonists", de Ernest K. Gann, com o consagrado ator britânico Peter O´Toole interpretando o comandante romano, Flávio Silva, e o estadunidense Peter Straus, no papel do líder zelota, Ben Jair.
O filme exalta, de um lado, as virtudes da engenharia romana e, de outro, um nacionalismo idealizado dos rebeldes judeus, mostrados como um grupo unido e coeso, sem as contradições daqueles que defenderam Jerusalém, cujas facções não pararam de se hostilizar, mesmo quando os romanos já se preparavam para invadir a cidade.
Tanto o romance quanto o filme se apoiam no relato de Flavius Josephus, que é a única fonte que possuímos desse episódio.

## Elenco principal
- Peter O'Toole como Lúcio Flávio Silva
- Peter Strauss como Eleazar ben Yair
- Barbara Carrera como Sheva
- Anthony Quayle como Rubrius Gallus
- David Warner como Senador Pompônio Falco
- Giulia Pagano como Miriam
- David Opatoshu como Shimon
- Joseph Wiseman como Jerahmell, o Essênio
- Paul L. Smith como Gideon
- Alex Karras como Soldado Romano (episódio desconhecido)